# Burg Boršengrýn
Burg Boršengrýn (deutsch Borschengrün) war eine Burg in Westböhmen, in der Nähe der Dörfer Úbočí und Salajna, fünf Kilometer nordwestlich von Lázně Kynžvart.
Die Burg wurde 1374 durch Boresch V. von Riesenburg erbaut und erhielt dessen Namen. Grund für diesen Neubau war die Schleifung der Burg Kynžvart (Königswart) 1347, in deren Herrschaft Boršengrýn lag. Die Erlaubnis zur Befestigung der Anlage und Errichtung einer Stadt und eines Gerichtsbezirkes gab, entgegen seinem vorherigen Verbot, Kaiser Karl IV., zu dessen engeren Beraterkreis Boresch gehörte. 1380 war die Burg fertiggestellt, setzte sich als Zentrum der Herrschaft allerdings nicht gegen Kynžvart durch und wurde daher an Burghauptleute vergeben.
1387 erwirkt Heinrich IX., Vogt von Plauen von Johann und Albrecht Landgrafen von Leuchtenberg, den Lehnsherren von Kynžvart und Boršengrýn, für einen Preis von 13.000 Schock Groschen die Belehnung mit den Gütern seines Schwiegervaters Boresch. Jedoch blieben die von Riesenburg offenbar in Besitz der Herrschaft, bis sie diese 1391/92 an den Egerer Bürger und böhmischen Unterkämmerer Siegmund Hüler verkauften. Von diesem kam sie durch Tausch 1395 an Hintze (I.) Pflugk von Rabštejn und erst nach dessen Tod 1401 an die Vögte von Plauen.  In deren Besitz verblieb Boršengrýn, bis die Burg 1452 in einer Fehde zwischen den Vögten und der Stadt Eger zerstört wurde. Die Burg wurde nicht mehr erneuert.
Die Burg bestand aus zwei Teilen, die durch einen Graben getrennt waren. Der südliche Teil bestand aus einer Vorburg, der Kernbereich befand sich nördlich des Grabens. Hauptgebäude war ein Wohnturm, der von mehreren Gesindehäusern umgeben war.
Heute findet man nur noch Anzeichen von Gräben.